# Сент-Круа, Клод Биго де
Клод Биго де Сент-Круа (фр. Claude Bigot de Sainte-Croix; 3 мая 1744, Париж, Франция — 25 августа 1803, Лондон, Великобритания) — французский государственный и политический деятель времён Великой французской революции. Дипломат. Министр иностранных дел Франции с 1 по 10 августа 1792 года.

## Биография
Блестящий собеседник и дипломат, назначен министром иностранных дел Франции королём Людовиком XVI 1 августа 1792 года. Он исполнял свои обязанности в течение десяти дней, в течение которых он едва успел показать свою храбрость и верность королю, особенно в день от 10 августа 1792 года. Он бежал в Лондон и умер в изгнании.